# Regenerativer Prozess
Ein regenerativer Prozess ist ein spezieller stochastischer Prozess, der unter anderem in der Warteschlangentheorie und Erneuerungstheorie vorkommt.

## Definition
Sei {\displaystyle \{X_{t}\}_{t\in I}}, mit {\displaystyle I=\mathbb {N} } oder {\displaystyle I={\mathopen {[}}0,\infty {\mathclose {[}}}, ein stochastischer Prozess mit Werten in einem Zustandsraum {\displaystyle (E,{\mathcal {E}})}. Wir nennen den (un-/verzögerten) Prozess {\displaystyle \{X_{t}\}_{t\in I}}regenerativ (im weiten Sinne), wenn ein (un-/verzögerter) Erneuerungsprozess {\displaystyle \{S_{n}\}_{n\in \mathbb {N} }=\{Y_{0}+\ldots +Y_{n}\}_{n\in \mathbb {N} }} existiert, sodass für alle {\displaystyle n\geq 0} der Post-{\textstyle S_{n}}-Prozess {\displaystyle \left(Y_{n+1},Y_{n+2},\ldots ,\{X_{S_{n}+t}\}_{t\in I}\right)} sowohl unabhängig von {\displaystyle S_{0},\ldots ,S_{n}} (bzw. {\displaystyle Y_{0},\ldots ,Y_{n}}) ist, als auch seine Verteilung nicht von {\displaystyle n} abhängt. Wir nennen {\displaystyle \{S_{n}\}_{n\in \mathbb {N} }} den eingebetteten Erneuerungsprozess und die {\displaystyle S_{n}}Regenerationszeiten.
Diese Definition erlaubt eine gewisse Abhängigkeit zwischen den Zyklen, im Gegensatz zu der klassischen Definition, welche fordert, dass der Post-{\textstyle S_{n}}-Prozess unabhängig von {\displaystyle S_{0},\ldots ,S_{n}}und {\displaystyle \{X_{t}\}_{t<S_{n}}}ist.

## Beispiele
Klassische Beispiele von regenerativen Prozessen sind:
- positiv rekurrente, irreduzible Markovketten (in stetiger wie diskreter Zeit)
- G/G/1-Warteschlangen
- Alterprozess und Restlebensdauerprozess eines Erneuerungsprozesses

## Grenzverhalten
Regenerative Prozesse besitzen eine Grenzverteilung unter vergleichsweise milden Bedingungen, die in vielen Anwendungen automatisch erfüllt sind.